# Brooks (Maine)
Brooks és una població dels Estats Units a l'estat de Maine (EUA). Segons el cens del 2000 tenia 1.022 habitants.

## Demografia
Segons el cens del 2000, Brooks tenia 1.022 habitants, 410 habitatges, i 275 famílies. La densitat de població era de 16,1 habitants per km².
Dels 410 habitatges en un 31,2% hi vivien nens de menys de 18 anys, en un 55,9% hi vivien parelles casades, en un 6,6% dones solteres, i en un 32,7% no eren unitats familiars. En el 27,6% dels habitatges hi vivien persones soles l'11,2% de les quals corresponia a persones de 65 anys o més que vivien soles. El nombre mitjà de persones vivint en cada habitatge era de 2,47 i el nombre mitjà de persones que vivien en cada família era de 2,98.
Per edats la població es repartia de la següent manera: un 26,3% tenia menys de 18 anys, un 6,8% entre 18 i 24, un 28,4% entre 25 i 44, un 24,6% de 45 a 60 i un 14% 65 anys o més.
L'edat mediana era de 38 anys. Per cada 100 dones de 18 o més anys hi havia 90,2 homes.
La renda mediana per habitatge era de 30.104 $ i la renda mediana per família de 38.393 $. Els homes tenien una renda mediana de 25.833 $ mentre que les dones 18.977 $. La renda per capita de la població era de 14.446 $. Entorn del 14,2% de les famílies i el 19,5% de la població estaven per davall del llindar de pobresa.